# 브란덴부르크 변경백 요한 게오르크
요한 게오르크 폰 브란덴부르크(독일어: Johann Georg von Brandenburg, 1577년 12월 16일 ~ 1624년 3월 2일)는 신성 로마 제국의 제후, 군주로 크르노프(예겐스부르크)의 공작이었다. 아버지 요아힘 프리드리히로부터 크르노프 공국을 물려받았지만, 합스부르크 왕가의 황제와 맞서던 중 1621년 크르노프 공국을 상실하였다. 같은 이름을 가진 브란덴부르크의 선제후 요한 게오르크는 그의 친할아버지였다.

## 생애
브란덴부르크 선제후 요아힘 프리드리히와 브란덴부르크퀴스트린의 후작 요한 폰 브란덴부르크퀴스트린의 둘째 딸 카타리나 폰 브란덴부르크퀴스트린의 둘째 아들로 태어났다. 그의 아버지 요아힘 프리드리히와 어머니 카타리나는 근친혼으로, 5촌 당고모와 조카뻘이 된다. 아버지 요아힘 프리드리히는 요아힘 1세 네스토르의 장남 요아힘 2세 헥토르의 손자이자 요한 게오르크의 아들이고, 어머니 카타리나는 요아힘 1세 네스토르의 차남 요한 폰 브란덴부르크퀴스트린의 딸이다. 요한 지기스문트는 그의 친형이었다.
쾰른의 개신교 감독이 아그네스 폰 맨스필드(Agnes von Mansfeld) 여백작과 결혼하면서 스트라스부르크의 개신교 교구 감독직에서 물러났다. 그는 15세의 나이에 스트라스부르크의 개신교 교구 감독이자 평신도 관리자에 임명되었다. 그는 스트라스부르크의 다음 감독 자리를 두고 갈등이 발생, 가톨릭 후보자가 스트라스부르크를 점령하는 것을 염려하는 지역주민의 뜻에 따라 로렌의 샤를을 자신의 후계자로 지정했다.
브란덴부르크의 선제후였던 아버지 요아힘 프리드리히는 일찍부터 슐레지엔의 영유권을 주장하였다. 아버지 요아힘 프리드리히는 1603년 게오르그 프리드리히로부터 크르노프의 공작직과 공국을 상속받고 3년만에 사망했다. 크르노프 공국은 본래 게오르그 프리드리히의 아버지인 브란덴부르크안스바흐와 쿨름바흐의 후작 게오르크가 1613년에 확보한 영지였다. 공작 요한 게오르크는 알브레히트 3세 아킬레스의 아들 요한 치체로의 5대손이고, 게오르그 프리드리히는 알브레히트 3세 아킬레스의 아들 브란덴부르크안스바흐의 프리드리히 1세의 손자였다. 아버지 요아힘 프리드리히는 자신의 종조부뻘 되는 게오르그 프리드리히가 남자 후계자를 남기지 못하고 죽자, 바로 게오르그 프리드리히의 영지를 상속받았다.
요한 게오르크는 보헤미안의 개신교 군대의 지휘관으로 지원하여 프리드리히 5세를 지원했다. 프로테스탄트 국가인 보헤미아에서 귀족들이 로마 가톨릭교도인 오스트리아의 대공 페르디난트 2세에 대항해 반란을 일으켰고, 시민들은 팔라틴 선제후 프리드리히 5세를 추대했는데, 요한 게오르크는 팔라틴 선제후 프리드리히 5세가 페페르디난트 2세를 몰아내고 새 보헤미아의 국왕이 되도록 원조하였다. 결국 1619년부터 발생한 30년 전쟁에 개입하게 되었고, 1620년 11월 8일 화이트 마운틴의 전투에서 크게 패하였다. 1622년 그는 페르디난트 3세와 리히텐슈타인의 카를 1세에 의해 영지를 압수당했다. 페르디난트 3세는 그의 영지를 리히텐슈타인의 카를 1세에게 넘겨주었다.
뷔르템부르크의 에바 크리스티네(Eva Christine von Württemberg)과 결혼하여 딸 카타리나 질비(1611-1612), 게오르크(1613-1614), 알브레히트(1614-1620), 카타리나(1615 나고, 그해 사망) 등 2남 2녀를 두었지만 모두 요절했다. 1617년에 아들 에른스트 폰 브란덴부르크크르노프를 얻었지만, 그는 25세의 나이로 요절하여 남자 후계자는 단절된다.